# Wittespitzen
Die Wittespitzen sind eine Reihe von bis zu 850 m hohen Nunatakkern im ostantarktischen Königin-Maud-Land. Sie ragen 24 km westlich der Steinkuppen mit südwest-nordöstlicher Ausrichtung im nordöstlichen Teil des Ahlmannryggen auf.
Entdeckt wurden sie von Teilnehmern der Deutschen Antarktischen Expedition (1938–1939) unter der Leitung Alfred Ritschers, der sie nach Dietrich Witte benannte, dem Motormechaniker der Forschungsreise.